# Henryk Nakoniecznikoff
Henryk Nakoniecznikoff (ur. 18 lipca 1890 w Warszawie, zm. 7 kwietnia 1945) – porucznik kawalerii Wojska Polskiego, kawaler Orderu Virtuti Militari.

## Życiorys
Urodził się 18 lipca 1890 w Warszawie, w rodzinie Bolesława. 1 czerwca 1921 pełnił służbę w Adiutanturze Generalnej Naczelnego Wodza, a jego oddziałem macierzystym był 14 Pułk Ułanów Jazłowieckich. Na początku 1922 został przeniesiony do rezerwy i przydzielony w rezerwie do 14 puł. we Lwowie. 8 stycznia 1924 został zatwierdzony w stopniu porucznika ze starszeństwem z 1 czerwca 1919 i 123. lokatą w korpusie oficerów rezerwy jazdy (od 1924 – kawalerii). W 1934, jako oficer pospolitego ruszenia pozostawał w ewidencji Powiatowej Komendy Uzupełnień Starogard. Posiadał przydział do Oficerskiej Kadry Okręgowej Nr VIII. Był wówczas „przewidziany do użycia w czasie wojny”. 12 czerwca 1935 Komitet Krzyża i Medalu Niepodległości odrzucił wniosek o przyznanie mu tego odznaczenia z „powodu braku pracy niepodległościowej”. W aktach został zanotowany jako przemysłowiec, zamieszkały w Warszawie przy ul. Wilczej 26 m. 2.
Zmarł 7 kwietnia 1945. Został pochowany na cmentarzu Parisien de Bagneux (kwatera 40-9 od av. des Frênes Monophylles-32 od av. Pumila Elms).

## Ordery i odznaczenia
- Krzyż Srebrny Orderu Wojskowego Virtuti Militari nr 6825[12] – 10 maja 1922[13][14]
- Krzyż Walecznych[1]
- Złoty Krzyż Zasługi (19 marca 1931)[15]